# Betriebserdung
Die Betriebserdung ist die Erdung eines Punktes des Betriebsstromkreises. Alle Erdungsmaßnahmen, die für den Betrieb einer Elektroenergieanlage unbedingt erforderlich sind, werden als Betriebserdung bezeichnet. Vorrangige Aufgabe der Betriebserdung ist somit das Sicherstellen des störungsfreien Betriebs einer Anlage oder eines Gerätes.

## Bezeichnung und Aufgaben der Betriebserdungen
In der Elektrotechnik wird die Betriebserdung je nach Ausführung entweder als unmittelbar oder mittelbar bezeichnet. Eine Betriebserdung wird als unmittelbar bezeichnet, wenn außer der Erdungsimpedanz, keine weiteren Widerstände vorhanden sind. Wird die Betriebserdung über zusätzliche induktive, kapazitive oder ohmsche  Widerstände hergestellt, so wird sie als mittelbare Erdung bezeichnet.
Durch die Betriebserdung soll Folgendes erwirkt werden:
- Potentialruhe in einer Schaltung
- Verhindern von Störeinstrahlung aus fremden Anlagen oder Geräten
- Einhaltung von Grenzwerten bei Funkstörungen

## Ausführung der Betriebserdung
Die Betriebserdung wird so ausgeführt, dass sie den betrieblichen Anforderungen genügt und eventuellen Ausgleichsströmen standhält. Sie wird mit dem Potentialausgleich der Erdungsanlage verbunden und ist von der Blitzschutzerdung getrennt. In Elektroenergieanlagen werden in der Regel (Ausnahme IT-Netz) die Sternpunkte von Transformatoren über die Betriebserdung geerdet. In Schaltanlagen werden die oberseitigen Sternpunkte von Spannungswandlern, aber auch Kompensationskondensatoren, Kompensationsspulen und Erdschlusslöschspulen an die Betriebserdung angeschlossen. In Kraftwerken werden zusätzlich die Generatorschutzeinrichtungen an die Betriebserdung angeschlossen. Der Erdungswiderstand aller angeschlossenen Betriebserder im Verteilernetz muss ausreichend niedrig sein, dabei gilt allgemein ein Wert von zwei Ohm als ausreichend.
Vielfach werden auch kombinierte Betriebs- und Schutzerdungen (BSE) installiert. Übersteigt die Erderspannung den Wert von 50 Volt Wechselspannung oder 120 Volt Gleichspannung sind kombinierte Betriebs- und Schutzerdungen nicht mehr möglich. 

### Sternpunkterdung
In den Drehstromnetzen der Energieversorgungsunternehmen (EVU) werden zur Betriebserdung überwiegend die Sternpunkte geerdet. Hinsichtlich der Ausführung werden fünf Varianten der Sternpunkterdung unterschieden:
- Resonanzsternpunkterdung (RESPE)
- Niederohmige Sternpunkterdung (NOSPE) bzw. kurzzeitige niederohmige Sternpunkterdung (KNOSPE)
- Starre Sternpunkterdung
- Zentrale Sternpunkterdung
- Teilstarre Sternpunkterdung

Resonanzsternpunkterdung

Die Resonanzsternpunkterdung (RESPE) wird in Verteilungsnetzen im Mittelspannungsbereich, überwiegend bei Freileitungsnetzen angewendet. Hierbei wird der Sternpunkt über eine Petersenspule geerdet. Diese Form der mittelbaren Sternpunkterdung stellt einen Sonderfall der Erdung dar.

Sternpunkterdung:
a) starr
b) niederohmig
c) induktiv

Die niederohmige Sternpunkterdung (NOSPE) wird in ausgedehnten Netzen mit Nennspannungen bis 1 kV und auch bei Anlagen mit größeren Nennspannungen angewendet. Bei Anlagen mit Nennspannungen bis 1 kV wird diese Erdungsvariante hauptsächlich bei Stromerzeugungsaggregaten mit ungesehnter Wicklung im Parallelbetrieb angewendet. Dabei wird der Sternpunkt über eine Drosselspule oder über einen ohmschen Widerstand geerdet. Diese Maßnahme dient zur Reduzierung von Ausgleichsströmen. Zur Ortung von dauernd auftretenden Erdfehlern in gelöschten Netzen wird die kurzzeitige niederohmige Sternpunkterdung (KNOSPE) angewendet, bei der ebenfalls nur ein Sternpunkt über einen Widerstand geerdet wird. Dabei wird der Sternpunkt über eine Schalteinrichtung für eine kurze Zeitspanne geerdet. Auch bei Verteilungsnetzen mit hohem Kabelanteil überwiegend im Mittelspannungsbereich wird nur ein Sternpunkt über einen festgelegten Widerstand geerdet. Dieser Widerstand begrenzt im Fehlerfall den Erdschlussstrom auf einen definierten Wert. Dabei ist die Höhe des Fehlerstromes abhängig von der Impedanz am Fehlerort und vom ohmschen Widerstand des Sternpunktwiderstandes. Bei einem Erdschluss in Transformatornähe kann der maximale Erdschlussstrom fließen.
Die starre Sternpunkterdung wird überwiegend in Hochspannungsnetzen und im Niederspannungsbereich bei TT-Netzen und TN-Netzen angewendet. Hierbei sind alle Sternpunkte direkt, also widerstandslos, geerdet. Bei der starren Sternpunkterdung verursacht ein einpoliger Erdschluss automatisch einen einpoligen Kurzschluss. Der daraus resultierende Kurzschlussstrom wird nur durch die Impedanz am Fehlerort begrenzt.

Zentrale Sternpunkterdung

Die zentrale Sternpunkterdung wird überwiegend in TN-Netzen eingesetzt bei Schutz durch Abschaltung mit Überstromeinrichtungen (Nullung), dies wiederum vorwiegend in Gebäuden, in denen ein hoher Anteil informationstechnischer Anlagen vorhanden ist. Bei dieser Erdungsvariante wird nur ein Sternpunkt pro galvanisch miteinander verbundenem Netz direkt geerdet. 

Teilstarre Sternpunkterdung

Bei der Teilstarren Sternpunkterdung sind nicht alle Sternpunkte direkt geerdet, sondern nur ein Teil. Diese Erdungsvariante wird bevorzugt in Hochspannungsnetzen angewendet.

## Die Erdungsanlage
Bei Betriebserdungen ist der ins Erdreich abgeleitete Erdungsstrom {\displaystyle I_{E}} größer als bei Schutzerdungen. Die Erdungsanlagen werden deshalb so ausgelegt, dass der wesentliche Spannungsabfall im Erdreich auftritt. Aus diesem Grund werden die Betriebserder entsprechend groß dimensioniert. Insbesondere bei Schaltanlagen mit sehr hohen Kurzschlussströmen entstehen sehr oft hohe Erdungsspannungen und schwierige Erdungsverhältnisse. Die Schutzerdung und die Betriebserdung werden räumlich voneinander getrennt konstruiert, wenn die Erderspannung bestimmte Werte überschreitet. Außerdem werden die Erdungsanlagen in diesem Fall zwingend über isolierte Leitungen angeschlossen.
In Trafostationen ist es üblich, dass die Betriebserdung für den Niederspannungsbereich und die Betriebserdung für den Hochspannungsbereich räumlich zusammengefasst werden. Dadurch sind die Nullsysteme miteinander gekoppelt. Aufgrund der beidseitigen Erdung der Sternpunkte, kommt es bei Erdfehlern zu einer wechselseitigen Beeinflussung der Netze. Tritt hier nun ein Erdschluss auf der Hochspannungsseite auf, so tritt am Erder aufgrund des Erdungswiderstandes ein beträchtlicher Spannungsabfall von mehreren hundert Volt auf. Diese Spannungen gegen Erde dürfen jedoch aus Sicherheitsgründen bestimmte Werte nicht überschreiten, wenn die Betriebserdungen räumlich zusammenhängend installiert sind. Bei Erdungsspannungen, die größer als 50 Volt Wechselspannung oder 120 Volt Gleichspannung sind, muss die Schaltanlage in weniger als 5 Sekunden abgeschaltet werden. Ist dies technisch nicht möglich oder übersteigt die Erdungsspannung den Wert von 600 Volt Wechselspannung oder 1200 Volt Gleichspannung, müssen und werden die Betriebserdungen der Hochspannung und Niederspannung räumlich voneinander getrennt installiert. Der Abstand muss dabei gemäß DIN VDE 0141 bei Hochspannungsanlagen mit Bemessungsspannungen unter 50 kV mindestens 20 Meter betragen.

## Gesetzliche Bestimmungen und sonstige Regelwerke
- DIN VDE 0100 Teil 540  „Erdung, Schutzleiter, Potentialausgleichsleiter“
- DIN VDE 0141  „Erdungen für spezielle Starkstromanlagen mit Nennspannungen über 1 kV“
- DIN VDE 0101  „Starkstromanlagen mit Nennwechselspannungen über 1 kV“